# Acantharia
Acantharia — рід грибів родини Venturiaceae. Назва вперше опублікована 1918 року.

## Класифікація
До роду Acantharia відносять 8 видів:
- Acantharia arecae
- Acantharia aterrima
- Acantharia chaetomoides
- Acantharia echinata
- Acantharia elegans
- Acantharia hamata
- Acantharia quercus-dilatatae
- Acantharia sinensis